# Мемориальный музей И.Г. Папаскир
Мемориальный музей И.Г. Папаскир — музей Ивана Георгиевича Папаскира, абхазского писателя, расположенный в Национальной Библиотеке республики Абхазии, в Сухуме на улице Лакоба, дом № 111. Музей расположен на 4-м этаже.

## История
Музей стал создаваться сразу после смерти Ивана Георгиевича Папаскира. Сотрудники библиотеки собирали и хранили личные вещи, книги, исторические фотографии и рукописи.
17 февраля 1981 года — решением совета Министров Абхазской АССР — было присвоено Республиканской библиотеке имя первого писателя романиста — Ивана Георгиевича Папаскир.
Мемориальный музей принял первых посетителей после капитального ремонта 1 июня 2017 года.
Мемориальный музей И.Г. Папаскир расположен рядом с Отделом краеведческой и национальной литературы, который заведует ответственный и опытный специалист Шинкуба Ламзира, она в Музее И.Г. Папаскир проводит экскурсионную программу, позволяющую познакомиться с разными гранями таланта и жизненным путём писателя.
Экскурсии начинается у дверей кабинета, где библиотекарь объясняет посетителям, почему появился такой музей, когда и как проходила его создание.

## Экспозиция
В экспозицию музея вошли многочисленные книги из обширной библиотеки писателя, его награды, грамоты, личные вещи, переданные библиотеке родными и близкими писателя.
Обращаясь к фотографиям, документам и книгам Ивана Папаскир которые рассказывают о его семье, юности, прошедшей в селе Кутол, учёбе в Ленинградском институте восточных языков, затем работе в газете «Аҧсны ҟаҧшь» и общественным деятелем будучи членом Президиума Верховного Совета Абхазской АССР.
Самые ценные экспонаты — письменный стол, печатная машинка, на которой он создавал свои произведения, и множество книг русской и мировой литературы, а также фотографии с разных периодов его жизни.

## Современность и перспективы
Часы работы Мемориального музея И.Г. Папаскир: вторник, среда, четверг, пятница — с 12 до 14 часов.

Проведение экскурсий в другие дни и часы по предварительной договорённости.

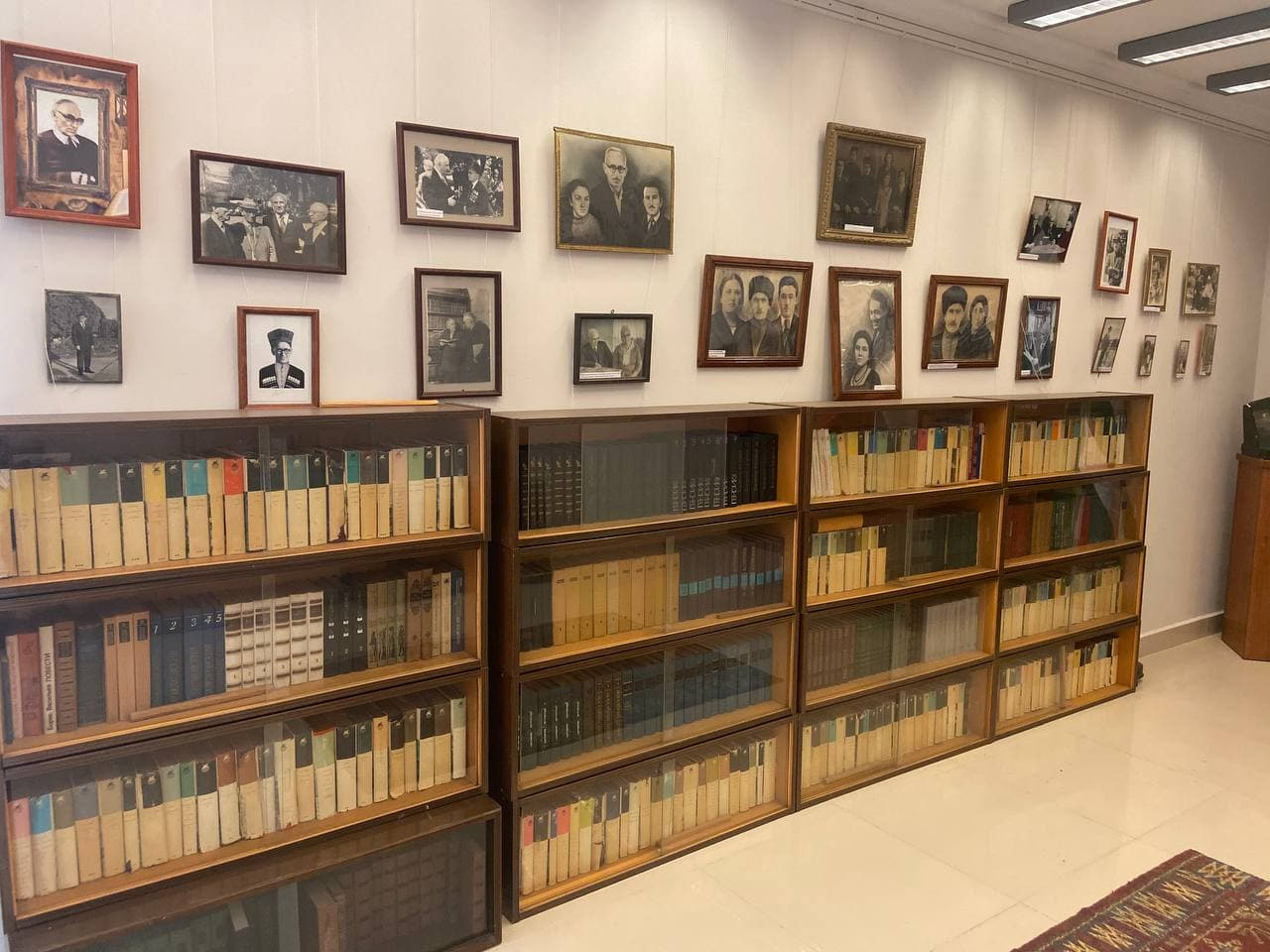
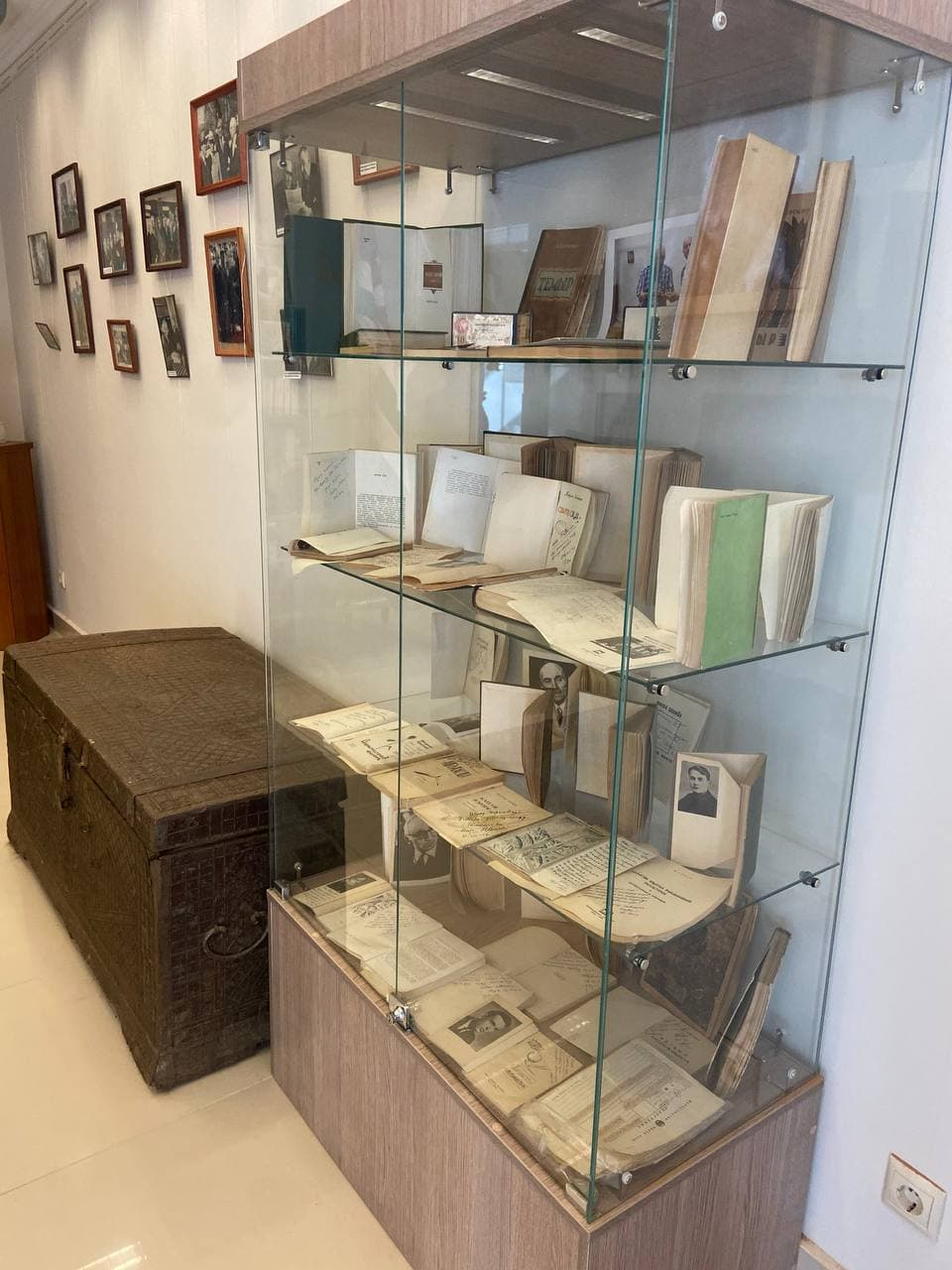
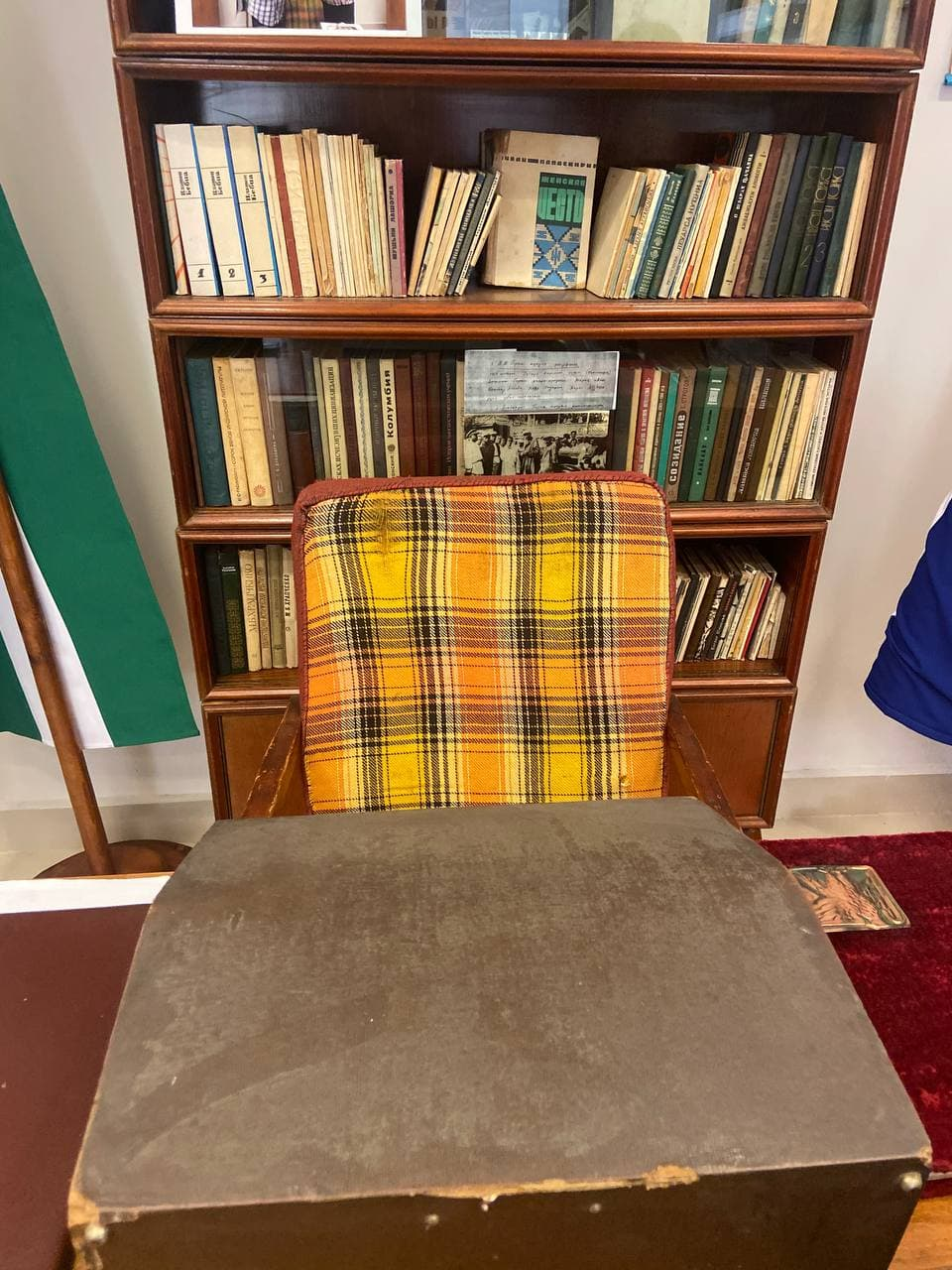
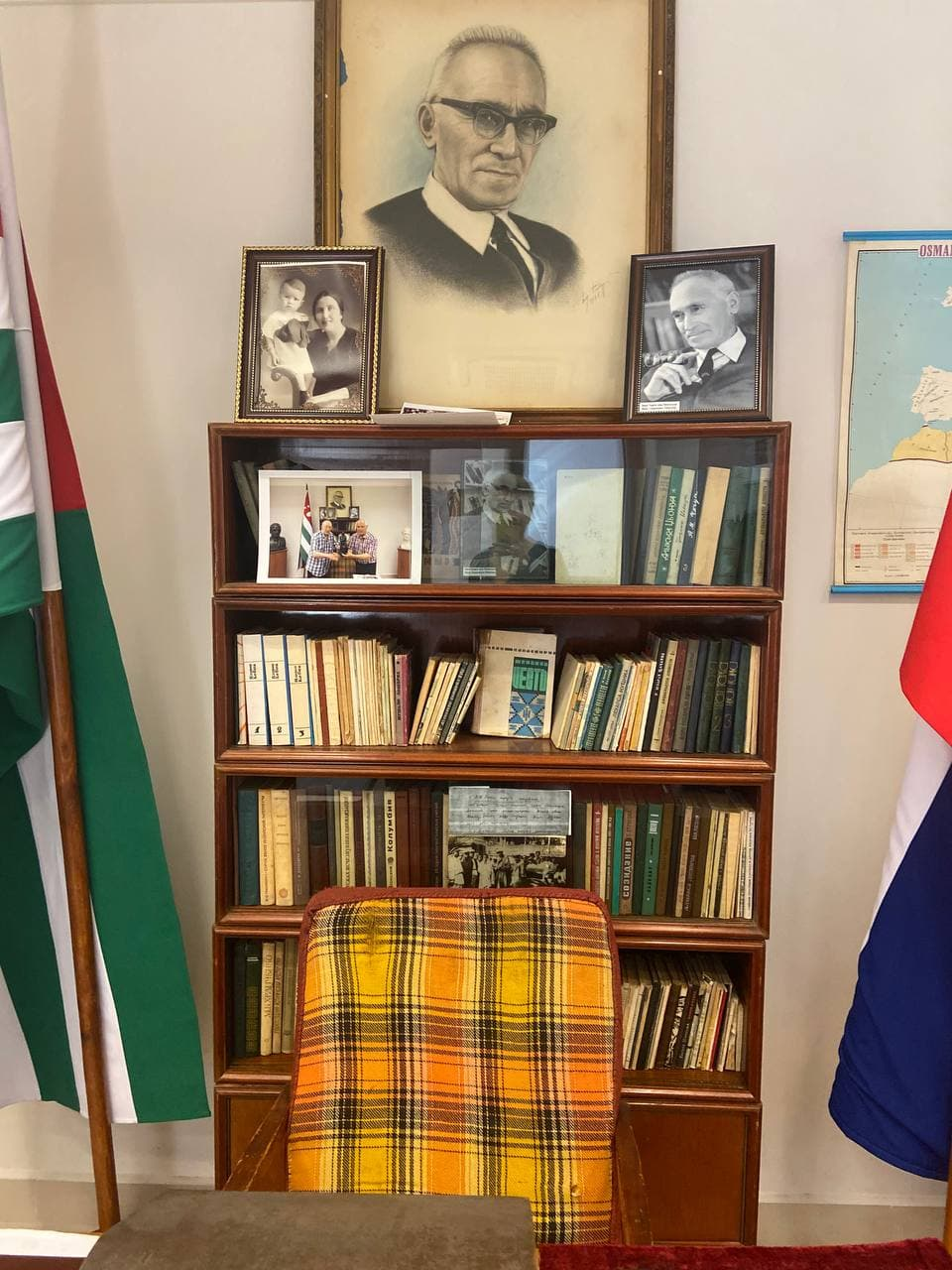
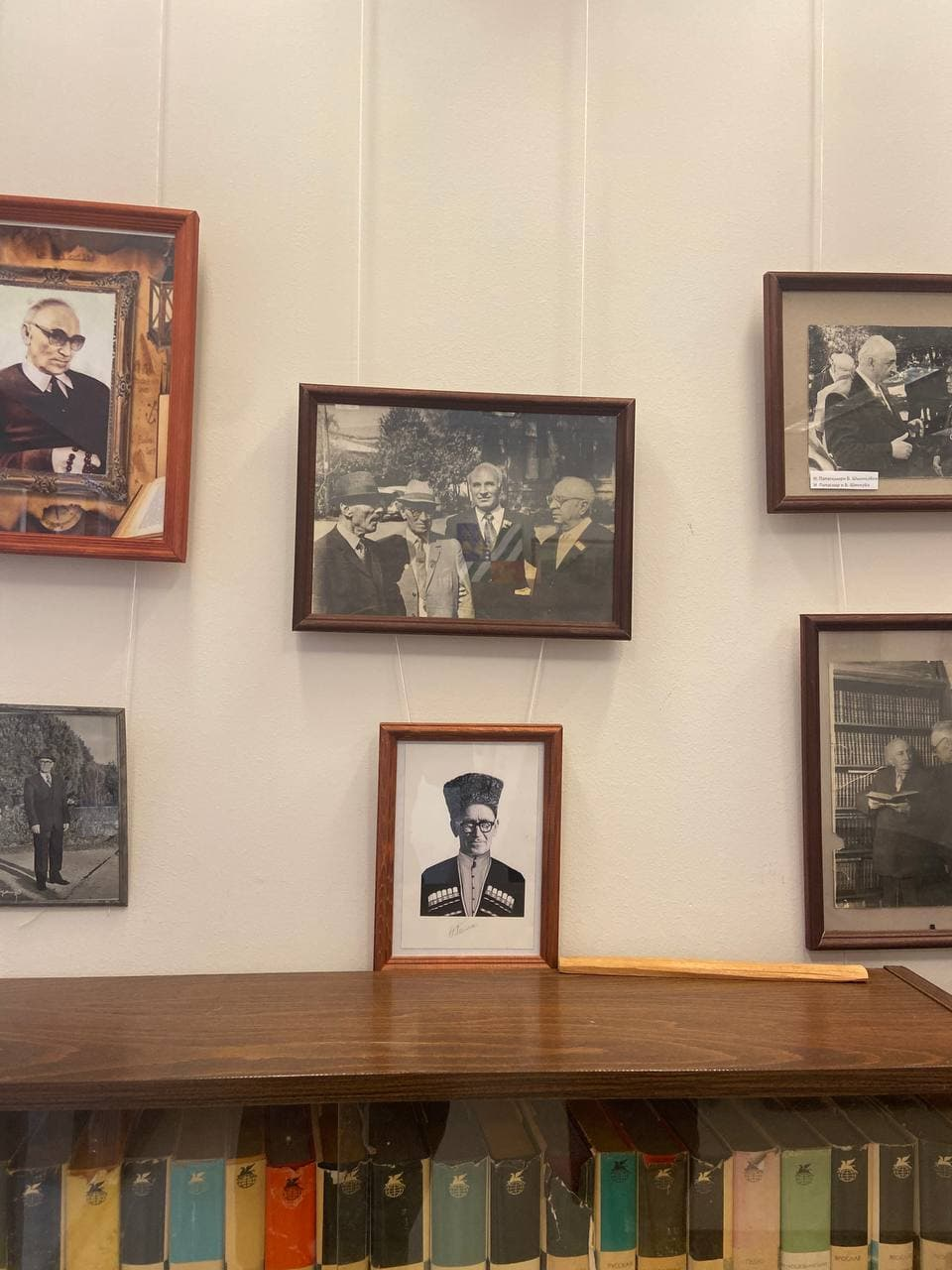